# Absolutief
De absolutief is in ergatieve talen een naamval die contrasteert met de ergatief. De functie komt gedeeltelijk overeen met die van de nominatief en gedeeltelijk met die van de accusatief. Met behulp van de absolutief wordt namelijk zowel het onderwerp van een intransitief werkwoord als het lijdend voorwerp van een transitief werkwoord gemarkeerd.
Een voorbeeld van een taal met de absolutief is het Baskisch: hier krijgt bijvoorbeeld het woord mutil ("jongen") de uitgang -a als het het onderwerp is van een intransitieve zin (mutil-a etorri da, "de jongen kwam") en als het het lijdend voorwerp is van een transitieve zin (Irakasle-ak mutil-a ikusi du, "de leraar heeft de jongen gezien"). Omdat deze zin transitief is, staat het lijdend voorwerp in de absolutief en het onderwerp in de ergatief. Dit laatste is te zien aan de uitgang -ak.
In andere talen zoals het Sumerisch is de uitgang van de absolutief een nulmorfeem:
| lugal-Ø                       | muĝen |
| koning (absolutief)           | kwam  |
| de koning kwam (intransitief) |       |

| lugal-e                                    | bàd-Ø             | insìg       |
| koning (ergatief)                          | muur (absolutief) | haalde neer |
| de koning haalde de muur neer (transitief) |                   |             |

In woordenboeken van ergatieve talen wordt de absolutieve vorm van een woord over het algemeen als lemma gehanteerd, omdat deze vorm over het algemeen als de minst gemarkeerde wordt beschouwd.